# Nicole Frank
Nicole Frank Rodríguez (Montevideo, 8 de septiembre de 2003) es una nadadora uruguaya. Ha representado a su país en los Juegos Olímpicos de Tokio 2020 y París 2024.

## Biografía
Frank nació en Montevideo en 2003. Hija de Cecilia Rodríguez Romero, una profesora de educación física, tiene un hermano mayor, Andy Frank, también nadador. Comenzó a nada a una edad temprana en el Club Atlético Olimpia.
Su abuela paterna, Angelika Rädche Hartwig, hija de inmigrantes alemanes y fallecida en 2016, también era nadadora, y había clasificado para los Juegos Olímpicos de 1940, que finalmente no se realizaron debido al estallido de la Segunda Guerra Mundial.

## Trayectoria
En 2019 representó a Uruguay en el Campeonato Mundial de Natación que tuvo lugar en Gwangju, Corea del Sur. Compitió en la pruebas de 200 metros estilo libre y 200 metros combinada pero no avanzó para competir en las semifinales. Ese año se estableció en Miami, Estados Unidos gracias a una beca de World Aquatics.
Debutó en los Juegos Olímpicos en la edición de Tokio en 2020, bajo la cuota de universalidad.Su marca fue de 2'18.93 en la carrera eliminatoria individual de 200 metros combinados. En marzo de 2021 quedó en sexto lugar en el Campeonato Sudamericano de Deportes Acuáticos en Buenos Aires, logrando, sin embargo, un nuevo récord nacional, al bajar su propia marca de seis segundos.
En noviembre de 2021, compitió en el Campeonato Sudamericano Juvenil de Natación en Lima, en el que obtuvo tres medallas: de oro en 50 m pecho, de plata en 200 m combinados y de bronce en 200 m pecho.Así mismo, participó en los Juegos Panamericanos Junior de Cali 2021, evento en el que obtuvo la medalla de oro en los 200 m combinados.
En diciembre de ese año participó del Campeonato Mundial de Natación en Piscina Corta celebrado en Abu Dhabi, Emiratos Árabes Unidos. En esa instancia compitió en los eventos de 200 metros espalda femenino y 200 metros combinado individual femenino, y logró un récord nacional de 2'14.34.
Tras finalizar sus estudios secundarios a través del programa Uruguayos por el Mundo de la Dirección General de Educación Secundaria, en agosto de 2022 se matriculó en la Universidad Internacional de Florida (FIU) para estudiar gestión deportiva y análisis de marketing electrónico. Asimismo, se unió a su equipo de natación, convirtiéndose en nadadora universitaria.
Con el equipo de natación de la FIU ganó la medalla de oro de la American Athletic Conference de 2023, en 400 m –rompiendo el record de un estudiante de primer año en ese evento–, y una medalla de plata en los 200 m pecho. En 2024 obtuvo una medalla de oro en los 400 yardas combinadas y el posta 4x200; de plata en las 200 yardas pecho y bronce en las 200 combinadas.
El 26 de junio de 2024 batió el récord nacional de los 200 m combinados en el Bahamas National Swimming Championships y consiguió clasificar para los Juegos Olímpicos de París 2024.